# Opus clavicembalisticum
Das Opus clavicembalisticum ist das bekannteste Klavierwerk des britisch-parsischen Komponisten Kaikhosru Shapurji Sorabji. Es war zum Zeitpunkt seiner Entstehung das längste je geschaffene und wahrscheinlich technisch schwierigste Klavierwerk überhaupt. 1970 wurde es als längstes nichtrepetitives Klavierwerk der Welt im Guinness-Buch der Rekorde geführt.

## Entstehung und Aufbau
Sorabjis stilistische Selbstfindung wird um 1923 zwischen seiner 3. Klaviersonate und den frühen Monumentalwerken für Orgel verortet. Neben dem Einfluss Ferruccio Busonis beschäftigte sich Sorabji in dieser Zeit vor allem mit der franko-flämischen Schule, im Besonderen Palestrina, sowie Johann Sebastian Bach. Als erstes frühes Zeugnis dieser Konfrontation entstand das Opus Clavicembalisticum.
Sorabji begann mit den Arbeiten hieran im Jahr 1929. Sorabji äußerte sich in einem Brief wie folgt:

“With a wracking head and literally my whole body shaking as with ague I write this and tell you I have just this afternoon early finished Clavicembalisticum… The closing 4 pages are so cataclysmic and catastrophic as anything I’ve ever done—the harmony bites like nitric acid—the counterpoint grinds like the mills of God”

„Mit überspanntem Kopf und buchstäblich am ganzen Leibe wie von Fieber zitternd schreibe ich dies und sage Dir, dass ich gerade am heutigen frühen Abend das Clavicembalisticum beendet habe … Die letzten vier Seiten sind über alles, was ich je getan habe, kataklysmisch und katastrophisch – die Harmonie beißt wie Salpetersäure – und der Kontrapunkt mahlt wie die Mühlen Gottes.“

Die Widmung des Werkes lautet:

“TO MY TWO FRIENDS (E DUOBUS UNUM) HUGH M’DIARMID and C.M. GRIEVE […] LIKEWISE TO THE EVERLASTING GLORY OF THOSE FEW MEN BLESSED AND SANCTIFIED IN THE CURSES AND EXECRATIONS OF THOSE MANY WHOSE PRAISE IS ETERNAL DAMNATION”

„MEINEN BEIDEN FREUNDEN (E DUOBUS UNUM) HUGH M’DIARID and C.M. GRIEVE […] EBENSO ZUM EWIGWÄHRENDEN RUHM DER WENIGEN SELIGEN UND GEHEILIGTEN IN DEN FLÜCHEN UND VERWÜNSCHUNGEN DERJENIGEN VIELEN, DEREN LOB DIE EWIGE VERDAMMNIS IST“

## Aufbau
Das Werk gliedert sich in drei Teile mit folgender Abfolge:
| Titel 1                                                                        | Vortragsbezeichnung 2 | Seite(n) 3 | Geschätzte Dauer 4                 |
| ------------------------------------------------------------------------------ | --- | ---------- | ---------------------------------- |
| – Pars prima –                                                                 | |            |                                    |
| I. Introito                                                                    | Adagio – Vivo e pesante molto – Libero – Presto | S. 5–7     | 3 Min.                             |
| II. Preludio-Corale [Nexus] 5                                                  | Solenne e maestoso con grandezza – Con immenso impetò e forza – Adagio assai | S. 7–19    | 13 Min.                            |
| III. Fuga I                                                                    | Sommessamente moderato | S. 19–30   | 12 Min.                            |
| IV. Fantasia                                                                   | Scorrevolle leggiero – Presto volante, leggiero – | S. 30–39   | 5 Min.                             |
| V. Fuga II [duplex] 6                                                          | Animato assai – Di molto più andante – Moderato o dim súbito | S. 39–59   | 16 Min.                            |
| –                                                                              | – | –          | 49 Min. insgesamt                  |
| – Pars altera –                                                                | |            |                                    |
| VI. Interludium Primum [Thema cum XLIX Variationibus]                          | Vivo – Moderato – Presto – Moderato – Animato – Andante – Abbastanza adagio – Vivo – Arditamente – Rapido – Esaltato – Luminoso – Quasi adagio – Moderato – Lento – Moderato – Legatissimo abbastanza – Paganinesco – Impetuoso – Arpa eolica – Moderato – Quasi lento – Animato assai – Vivace – Lo stesso tempo – Lo stesso tempo. Arditamente – Moderatamente andando – Moderato – Lo stesso tempo – Adagio – Moderato e dolcissimo sempre – Impetuoso – Temposto – Presto vivace – Vivace e secco – Moderato – Adagio – Andando – Precipitato – Moderato – Vivace – Liscio – Vivace abbastanza – Moderato con impeto – Moderato con libertá – Andante – Moderato | S. 59–98   | 45 Min.                            |
| VII. Cadenza I                                                                 | Allegro vivace – Con sentenziosità didattica, pesante e pomposo – Movimiento principale | S. 98–104  | 5 Min.                             |
| VIII. Fuga Tertia Triplex: 7 [Dux primus] [Dux Alter] [Dux Tertius]            | Moderato – Allargando a aumentando – Ritenuto – Andante moderato – Stringere passo a passo e aumentare – Stringendo – Molto più andante – Affrettare alquanto – Moderato e andando – Allargando alquanto e aumentare – ma affrettare sempre poco a poco – Più vivo – Ancora più vivo – Allegro – Quasi organo pieno – Molto adagio | S. 104–137 | 33 Min.                            |
| –                                                                              | – | –          | 132 Minuten insgesamt: 2,2 Stunden |
| – Pars tertia –                                                                | |            |                                    |
| IX. Interludium Alterum (Toccata, Adagio, Passacaglia cum LXXXI Variationibus) | Toccata – Adagio – Adagissimo – Passacaglia:Tranquilo e moderato – Andante scorrevole – Fantastico – Tranquillo – Moderato sempre – Moderato – Vivace saltando – Scorrevole – Leggiero. Animato assai – Moderato – Deciso ma molto legato sempre – Moderato – Vivo – Moderato – Liscio uguale tranquillamente – Moderato – Saltando vivace – Liscio e tranquilo – Placido – Con impeto – Più tranquillo – Fantastico – Più moderato – Tranquilo sempre – Sempre moderato – Deciso ma senza rigore – Placidi e scorrevoli questi tre variazioni – Quasi pizzicato – Pochettino: Grandioso – Vivace leggiero – Quasi tambura – Moderato assai – Animato con forza – Tranquillo – Quieto ma intensamente – Impetuoso e focosamente – Lento – Moderato abbastanza, pieno ma non troppo dolce o morbido – Vivace leggierissimo e a capriccio – Semplice e moderato – Lo stesso tempo – Pocchettino piú lento – Lo stesso tempo – Focosamente – Calmo – Dolcemente scorrevole – Severo – Legato e calmo ma non dolce – Vivace leggierissimo – Quasi adagio – Lento – Capriccioso e fantastico – Scorrevole e ugualissimo – Arditamente e focosamente – Potentissimo e grandioso, ma più moderato – Con somma forza e grandezza – Epilogo: Largissimo e dolcissimo | S. 137–193 | 61 Min.                            |
| X. Cadenza II                                                                  | Vivo | S. 193–198 | 3 Min.                             |
| XI. Fuga IV Quadruplex: 8 [Dux primus] [Dux Alter] [Dux Tertius] [Dux Quartus] | Molto moderato – Allegro abbastanza – Poco più moderato – Più moderato in tempo – Ancora più andante – Irato impaziente | S. 193–240 | 32 Min.                            |
| XII. Coda Stretta                                                              | Stretta – Moderato – Quasi vivo – Piú largo | S. 240–252 | 7 Min.                             |
| –                                                                              | – | –          | 235 Minuten insgesamt: 4 Stunden   |

## Aufführungen
Die Aufführungsdauer beträgt zwischen drei und fünf Stunden. Hierdurch bedingt gelangt es nur selten zur Aufführung. Bis Juli 2016 sind folgende Aufführungen verzeichnet:
- 1. Dezember 1930 in Glasgow durch Sorabji selbst, unter der Schirmherrschaft der Active Society for the Propagation of Contemporary Music
- 10. März 1936 durch John Tobin (Teilaufführung der Pars Prima). Die Aufführung dauerte doppelt so lange wie die Vortragsangabe vorsieht. Sorabji verbat sich daraufhin jede weitere Aufführung seiner Werke – der Bann wurde erst 1976 wieder aufgehoben – mit den Worten „no performance at all is vastly preferable to an obscene travesty“ („keine Aufführung ist einer obszönen Travestie bei weitem vorzuziehen“).
- 1982 durch Geoffrey Douglas Madge; die Aufführung wurde auf LP veröffentlicht. Madge spielte das Werk noch weitere fünf Mal. Eine weitere Aufzeichnung existiert von einer Aufführung im Jahr 1983 (BIS Records).
- John Ogdon führte das Werk 1959 privat und 1988 öffentlich auf und produzierte es im Juni 1985 für das Label Altarus, wo es 1989 erschien.
- Jonathan Powell führte es fünf Mal auf.
- Daan Vandewalle
- J. J. Schmid im Rahmen der Biennale Bern 03
- 2001 durch Alexander Amatosi (Pars Prima) an der University of Durham School of Music.